# Успенский собор (Херсон)
Свято-Успенский собор — главный православный храм города Херсон, Украина. Сооружён в 1798 году, играл центральную роль в православной жизни Херсона в XIX — начале XX веков. Был упразднён в 1931 году, восстановлен в 1990—2020 годы.

## История

### Период Российской империи
После основания Херсона в 1778 году и стремительного роста его населения в городе встал вопрос больших сооружений религиозного назначения. В 1785 году купцы и мещане купеческих посадов Херсона обратились к епархиальному руководству с просьбой разрешить строительство новой церкви на широкой Греческой площади. Архиепископ Никифор Феотоки, ссылаясь на то, что в этой местности уже есть Греко-Софиевская церковь долгое время не соглашался на новое строительство, но учитывая настойчивые просьбы граждан, он в итоге дал своё благословение на строительство каменной церкви в честь Успения Пресвятой Богородицы. Строительство было завершено к 1798 году и церковь была освящена протоиереем Саражиновичем.
В 1828 году в связи с окончанием перевода учреждений Херсонского адмиралтейства в Николаев и зачислением Екатерининского собора в военное ведомство, Свято-Успенская церковь получила статус соборной церкви города Херсона.
При Свято-Успенском соборе в 1853 году была основана кафедра викарных епископов Херсонской епархии, затем в нем херсонские архиепископы молились о судьбе города и государства, в нем происходили торжественные молебны и парады по случаю выдающихся событий общественной жизни.
Собора посещали российские императоры Александр II и Николай II. В нем служили панихиды и совершали торжественные литургии и молебны за здоровье членов царской семьи Романовых.

### Советское время
С окончанием событий Революции и Гражданской войны и установления в Херсоне советской власти была создана Комиссия по обособлению церкви от государства при губернском отделе юстиции, на которую была возложена функция воплощения в жизнь советского религиозного законодательства в Херсонской области.
В 20-х числах апреля 1922 года в Херсоне началось изъятие церковных ценностей, а 9 мая в печатном органе Херсонского уездисполкома, уездного комитета КПУ и возпрофбюро, газете «Херсонский коммунар» появилась информация, что за несвоевременное предоставление в Отдел управления описаний церковного имущества приход Свято-Успенского собора оштрафован на 25 тысяч рублей. В конце зимы 1930 года с собора были изъяты колокола, а затем советскими властями был произведён роспуск религиозной общины собора и полное закрытие храма. В 1931 году помещение собора было отдано под здание физкультуры завода им. Петровского, в будущем переименованный во Дворец спорта «Петровец».

### Современное время
Здание Свято-Успенского собора в сентябре 1993 года было возвращено общине, но в связи с отсутствием средств восстановление храма существенно затянулось. С 1993 по 1998 год в храме был проведён отделочных работ и восстановлены регулярные богослужения. 25-28 августа 1998 года по благословению епископа Херсонского и Таврического Иова состоялись торжества по случаю 200-летия освящения Успенского собора. В 2001 году благодаря выделению Херсонским областным советом финансирования были укреплены внутренние арочные своды, шунтированы и укреплены стены, остановлены расползание коробки храма, забетонировано пол, демонтирован старый и построен новый барабан купола. В 2005 году был установлен центральный купол с крестом. Следующим этапом стало восстановление колокольни собора. 17 декабря 2006 года на нее было поднято восемь новых колоколов, отлитых на Донецком металлургическом заводе.
В 2012 году вокруг храма была возведена новая ограда, восстановлен исторический вход в храм со стороны ул. Октябрьской революции и завершены отделочные работы внутри храма. По случаю празднования большого церковного и храмового праздника Успения Святой Богородицы, 28 августа 2012 года архиепископ Херсонский и Таврический Иоанн освятил центральную часть храма и вручил настоятелю Успенского собора архимандриту Алексею второй наперсный крест с украшениями от главы Украинской православной церкви митрополита Владимира и подарил собору икону Успения Пресвятой Богородицы.

## Композиция
Собор представлял собой кирпичное сооружение крестово-купольного типа. Длина собора составляла 46 метров, ширина – 31 метр, высота – 40,5 метров. Внутри храма располагалось три престола и иконостас длиной 30 метров, центральная часть которого составляла 17 метров в высоту.
Согласно описи 1922 года на колокольне собора находилось семь колоколов, общий вес которых составлял 5741 кг, наибольший весил 3892 кг, а наименьший 16 кг.